# Сурагаммар (комуна)
Комуна Сурагаммар (швед. Surahammars kommun) — адміністративно-територіальна одиниця місцевого самоврядування, що розташована в лені Вестманланд у центральній Швеції.
Сурагаммар 223-я за величиною території комуна Швеції. Адміністративний центр комуни — місто Сурагаммар.

## Населення
Населення становить 9 874 чоловік (станом на вересень 2012 року). 
| Кількість населення комуни Сурагаммар за 1970-2010 роки | Кількість населення комуни Сурагаммар за 1970-2010 роки | Кількість населення комуни Сурагаммар за 1970-2010 роки | Кількість населення комуни Сурагаммар за 1970-2010 роки | Кількість населення комуни Сурагаммар за 1970-2010 роки |
| ------------------------------------------------------- | ------------------------------------------------------- | ------------------------------------------------------- | ------------------------------------------------------- | ------------------------------------------------------- |
| Рік                                                     |                                                         |                                                         | Населення                                               |                                                         |
| 1970                                                    | 1970                                                    |                                                         | 10 979                                                  | 10 979                                                  |
| 1975                                                    | 1975                                                    |                                                         | 11 074                                                  | 11 074                                                  |
| 1980                                                    | 1980                                                    |                                                         | 11 439                                                  | 11 439                                                  |
| 1985                                                    | 1985                                                    |                                                         | 11 234                                                  | 11 234                                                  |
| 1990                                                    | 1990                                                    |                                                         | 11 381                                                  | 11 381                                                  |
| 1995                                                    | 1995                                                    |                                                         | 11 107                                                  | 11 107                                                  |
| 2000                                                    | 2000                                                    |                                                         | 10 340                                                  | 10 340                                                  |
| 2005                                                    | 2005                                                    |                                                         | 10 196                                                  | 10 196                                                  |
| 2010                                                    | 2010                                                    |                                                         | 9 949                                                   | 9 949                                                   |
| Джерело: SCB                                            |                                                         |                                                         |                                                         |                                                         |

## Населені пункти
Комуні підпорядковано 3 міські поселення (tätort) та низка сільських, більші з яких:
- Сурагаммар (Surahammar)
- Рамнес (Ramnäs)
- Вірсбу (Virsbo)
- Боргосен (Borgåsen)
- Гаґа (Haga)
- Ульберга (Olberga)

## Галерея

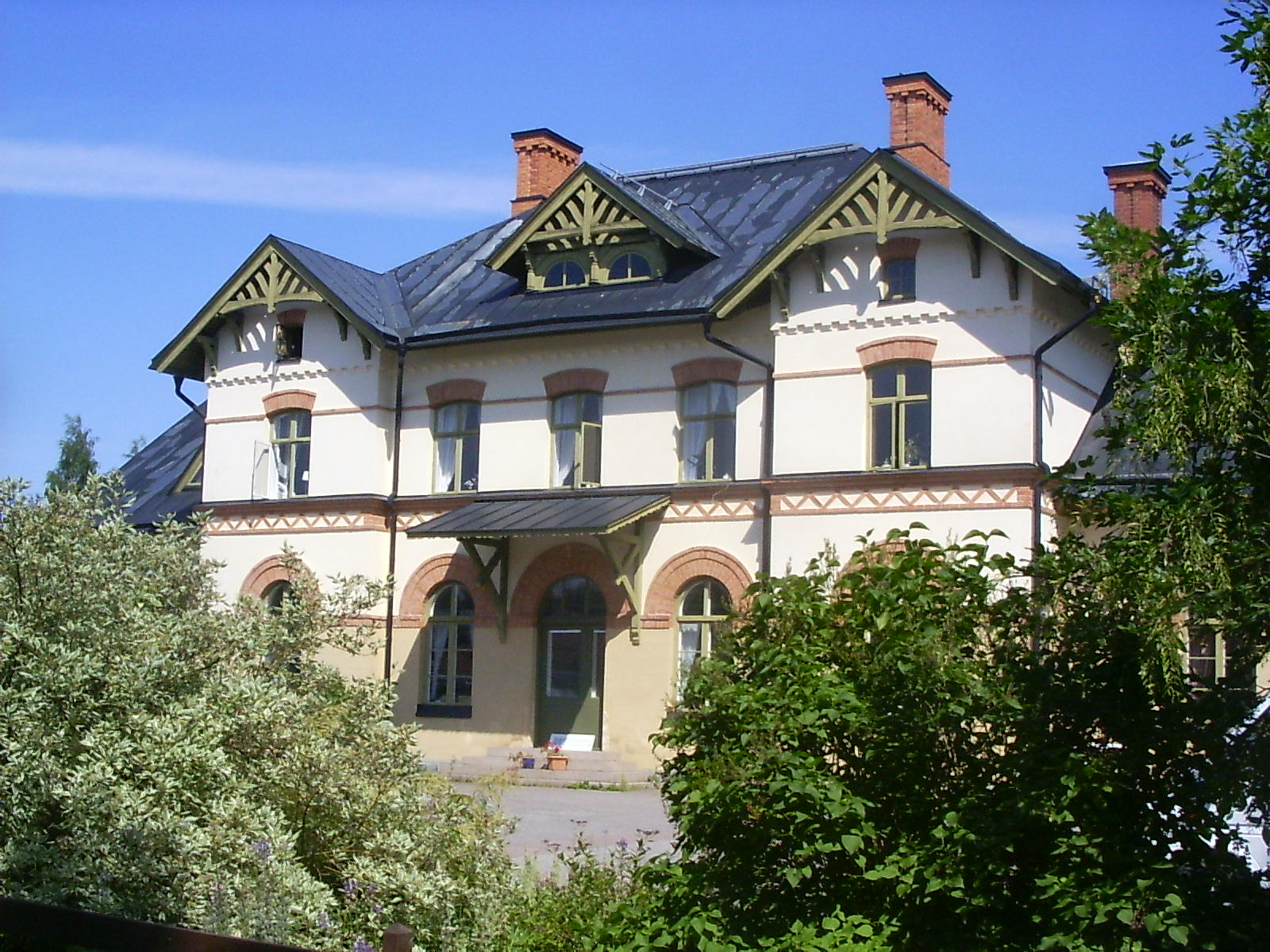
Залізнична станція Сурагаммар
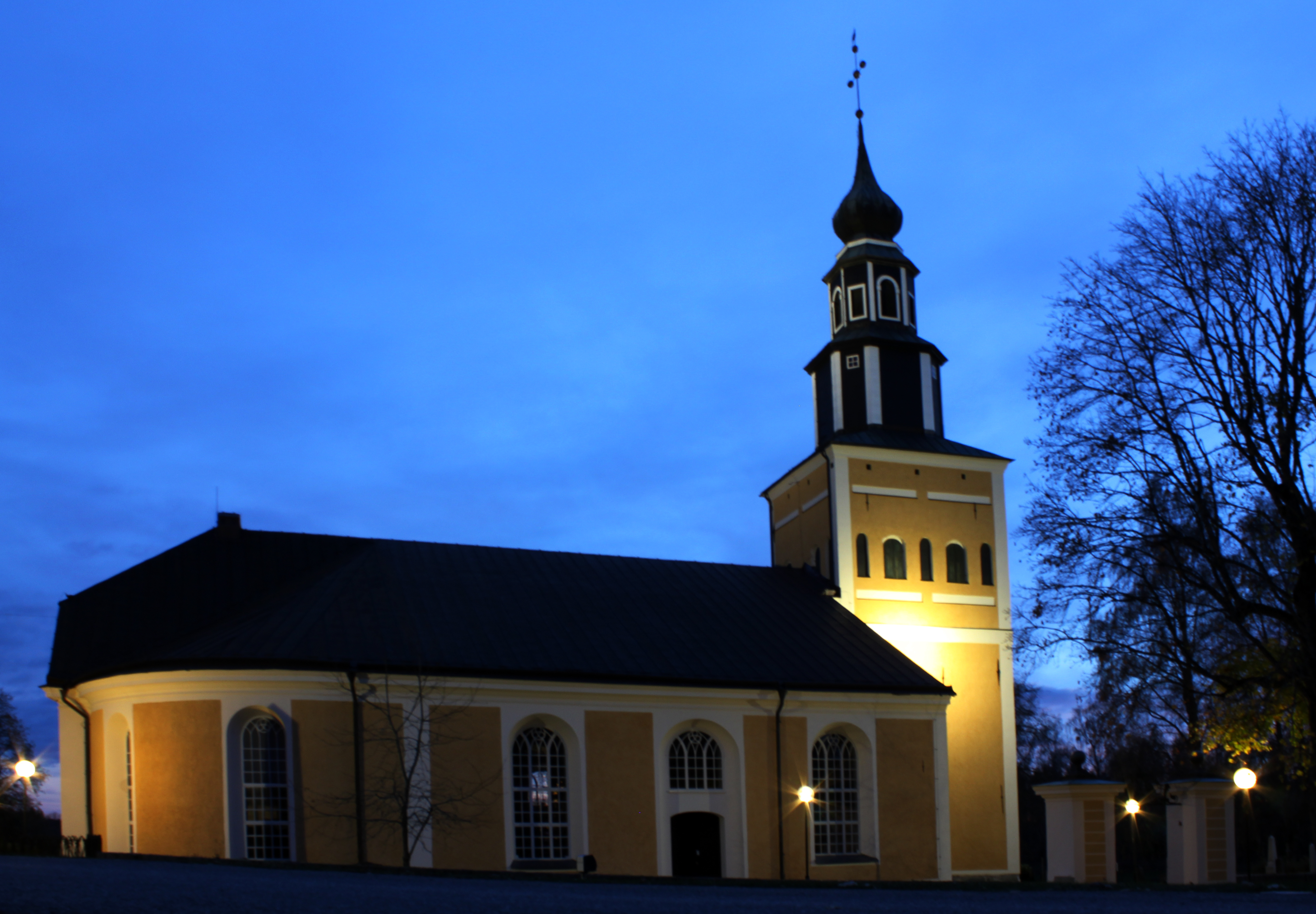
Церква (Рамнес)
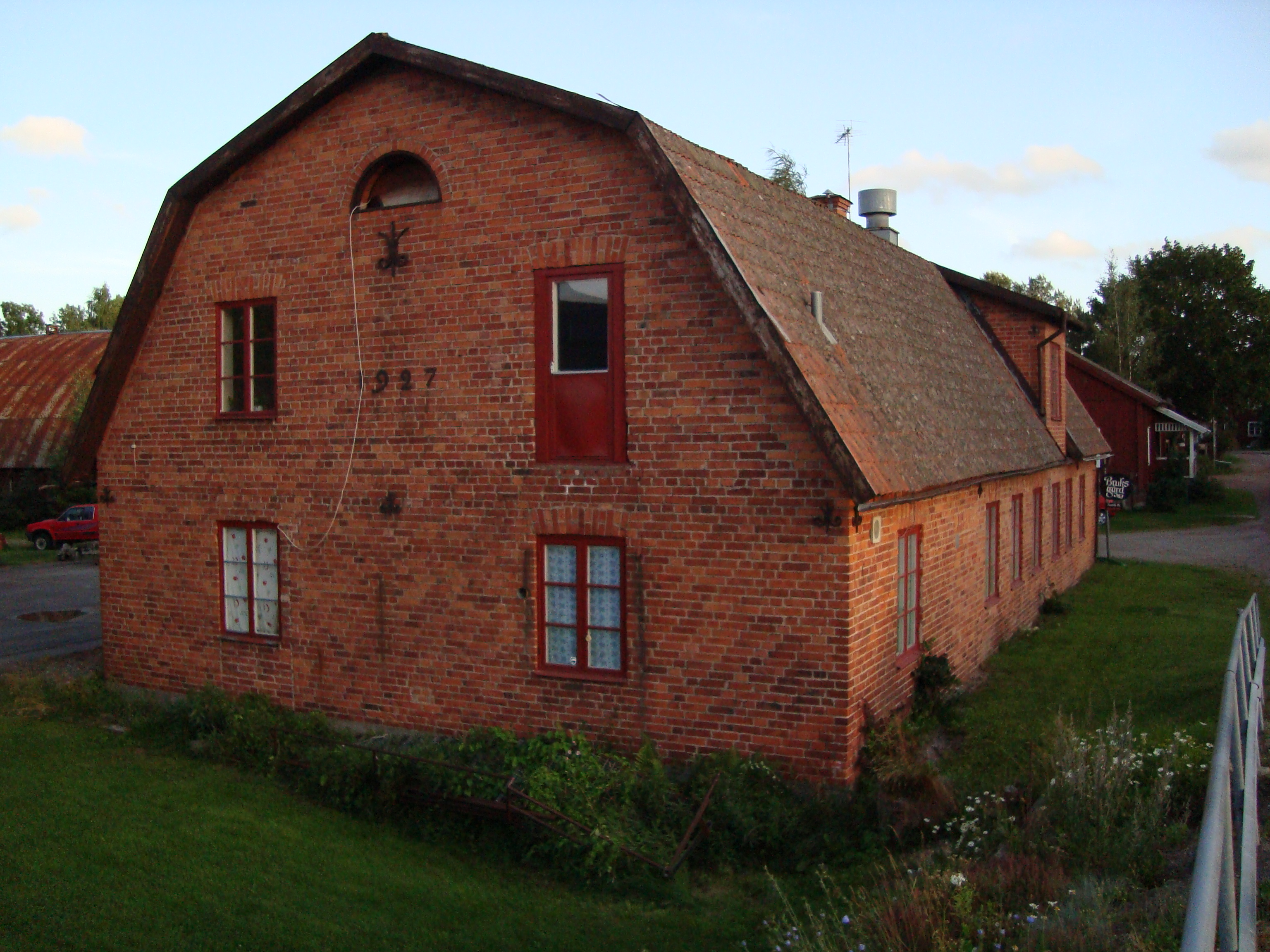
Старий металургійний завод у Вірсбу
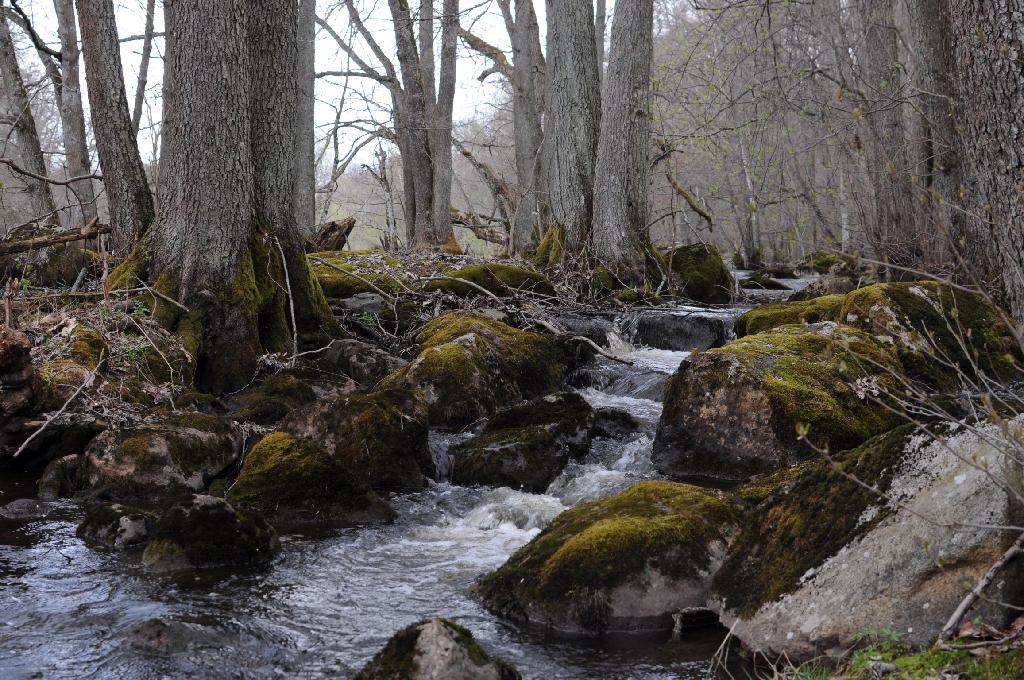
Струмок у Вестманланді

## Виноски
1. ↑  Folkmangd i riket, lan och kommuner (шв.) . Центральне бюро статистики Швеції. Архів оригіналу за 20 серпня 2013. Процитовано 10 лютого 2013.